# Марк Мір
Марк Мір (англ. Mark Meer) — канадський комедійний актор, письменник та імпровізатор. Відомий своєю роллю в трилогії Mass Effect, де озвучив командера Шепарда. Його голос звучить у низці інших ігор BioWare, зокрема у серії Baldur's Gate та Dragon Age. Мір також грає головну роль Вільяма Маккензі у The Long Dark від Hinterland Studio.

## Кар’єра
Мір є учасником основної театральної трупи live-опери Die-Nasty, що були нагороджені щорічною премією Canadian Comedy Awards, а також був першим виконавцем, який завершив 53-годинний перфоманс без сну. Він є давнім учасником Rapid Fire Theatre, засновником комедійної скетч-групи «Gordon's Big Bald Head» і регулярно виступає в едмонтонському театрі Varscona. Мір є виконавцем і сценаристом комедійної скетч-програми на CBC Radio під назвою The Irrelevant Show і на національному канадському телеканалі APTN у розважальній програмі Caution: May Contain Nuts, а також є співавтором, сценаристом і зіркою іншого канадського телеканалу Super Channel у комедійному шоу Tiny Plastic Men.
У 2005 році Мір був номінований на премію Elizabeth Sterling Haynes Award за співавторство сценарію сюрреалістичного комедійного скетч-шоу Lobster Telephone, у якому він також зіграв Сальвадора Далі. У 2006 році він знову отримав премію Elizabeth Sterling Haynes Award за «Видатну акторську гру другого плану» у фільмі Helen's Necklace, поставленому Театром тіней. У 2011 році Міра номінували на п'ять канадських комедійних премій, включно з номінацією «Кращий імпровизатор-чоловік», на яку він також номінувався у 2012, 2013, 2014 і 2015 роках. У грудні 2012 року Марка Міра було названо «Людиною Року» в едмонтонському онлайн-опитуванні місцевим веб-сайтом мистецтва та розваг. Шоу Tiny Plastic Men, де Мір є співавтором і сценаристом, було номіновано на Canadian Screen Awards як найкращий комедійний серіал у 2014, 2015 та 2016 роках, а самого Марка було номіновано на ту ж нагороду за «Найкращу чоловічу роль» у 2015 році. У 2016 році актор отримав нагороду AMPIA за «Найкращу чоловічу роль» у серіалі Tiny Plastic Men.
Мір з'явився на Dragon Con 2012 в косплеї командера Шепарда — свого найвідомішого персонажа. Хоча його присутність не анонсувалася публічно, деякі шанувальники відразу впізнали його.
У 2021 році Мір став гравцем The Black Dice Society, ігрового тематичного D&D-шоу в сетингу Ravenloft на офіційному каналі Wizards of the Coast.

## Особисте життя
Мір одружений з Беліндою Корніш, актрисою, яка також працювала над іграми BioWare, зокрема озвучувала Рану Таноптіс у серії Mass Effect, а також Гольданну та Баронесу в серії Dragon Age. Корніш також знімається з Міром у телесеріалі Tiny Plastic Men і була номінована на премію Canadian Screen Award за свою роботу там.

## Фільмографія

### Відеоігри
| Назва                                       | Рік       | Роль                                                                |
| ------------------------------------------- | --------- | ------------------------------------------------------------------- |
| Baldur's Gate II: Shadows of Amn            | 2000      | Клерік Баала                                                        |
| Baldur's Gate II: Throne of Bhaal           | 2001      | Цирік, додаткові ролі                                               |
| Neverwinter Nights                          | 2002      | Орк-Шаман, демон Балор, додаткові ролі                              |
| Star Wars: Knights of the Old Republic      | 2003      | Карт Онасі (тільки в демо-версії)                                   |
| Neverwinter Nights: Hordes of the Underdark | 2003      | Дюрнан, додаткові ролі                                              |
| Jade Empire                                 | 2005      | Чжун-перевізник волів, Сторож, Лотос-убивця, додаткові ролі         |
| Mass Effect                                 | 2007-2009 | Командер Шепард (чоловік), додаткові ролі                           |
| Dragon Age: Origins                         | 2009      | Атрас, Охоронець воріт, Вервульф, додаткові ролі                    |
| Mass Effect 2                               | 2010-2011 | Командер Шепард (чоловік), Ніфту Кал, Ворча, Празза, додаткові ролі |
| Dragon Age: Origins – Awakening             | 2010      | додаткові ролі                                                      |
| Dragon Age II                               | 2011      | Джетанн, Гібріс, додаткові ролі                                     |
| Mass Effect 3                               | 2012-2013 | Командер Шепард (чоловік), Бласто, Ворча, додаткові ролі            |
| Baldur's Gate: Enhanced Edition             | 2012      | Рассаад ін Башир, Белот, Елан Гарак, додаткові ролі                 |
| Baldur's Gate II: Enhanced Edition          | 2013      | Рассаад ін Башир, Белот, додаткові ролі                             |
| Dragon Age: Inquisition                     | 2014      | Кабот, торговець ліріумом, Червоний Храмовник, додаткові ролі       |
| The Long Dark                               | 2015      | Вільям Маккензі                                                     |
| Baldur's Gate: Siege of Dragonspear         | 2016      | Рассаад ін Башир, Белот, додаткові ролі                             |
| Slayaway Camp                               | 2016      |                                                                     |
| The Long Dark: Wintermute                   | 2017      | Вільям Маккензі                                                     |
| Arcade Spirits                              | 2019      | Деко Намі                                                           |
| Jupiter Hell                                | 2019      | Протагоніст                                                         |
| Hyper-galactic Psychic Table Tennis 3000    | 2020      | Падлз                                                               |
| Raid Land                                   | 2020      | Воїн/Берсерк/Мисливець/Загальні голосові ефекти                     |
| Gotham Knights                              | 2022      | Старро                                                              |